# Ematosi

Meccanismo dell'ematosi.

L'ematosi (dal greco "αἰματόσις" per il tramite del latino "hæmatòsis") è il processo di ossigenazione del sangue, attraverso cui il sangue che giunge ai capillari polmonari assimila l'ossigeno ed espelle l'anidride carbonica.

Eme (Fe-protoporfirina IX)

L'ossigeno si lega in particolare alla molecola dell'emoglobina, nella quale sono presenti 4 gruppi ferroporfirinici (ognuno dei quali è chiamato anche eme).
L'ossigenazione del sangue è favorita dall'effetto Haldane, che permette di aumentare (spostando verso destra la curva di dissociazione) l'affinità dell'emoglobina per l'ossigeno.